# 賓格爾

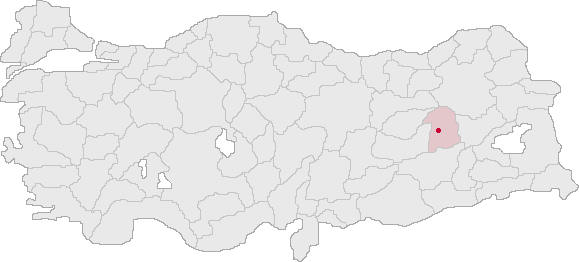
賓格爾位於土耳其的東部地區

賓格爾是土耳其的城市，也是賓格爾省的首府，位於該國東部，海拔高度1,151米，受大陸性氣候影響，每年平均降雨量944毫米，2010年人口87,918。